# بسيكيكون (سيرري)
بسيكيكون (Ψυχικόν) هي قرية منخفضة من الوحدة الطرفية في سيرس على ارتفاع 20 مترا.

## الجغرافيا والتاريخ
يقع بسيخيكو جنوب شرق مدينة سيرس على مسافة 15 كم، بين قرى نيوس سكوبوس وفالتوتوبي و ميسوكومي وعلى الطريق الإقليمي سيريس-أمقيبوليس. الاسم القديم أثناء العهد التركي كان فيرتسياني أو فيرتزياني أو فيرجياني، وأعيدت تسميتها إلى بسيخيكو عام 1927. وفقًا للخطة كاليكرانيس، نمنكب كومونة بسيخيكو إلى الوحدة البلدية ستيرمون التابعة لبلدية إيمانويل باباس وبلغ عدد سكانها 866 نسمة وفقًا لتعداد عام 2011.